# Chetronus
Chetronus is een geslacht van hooiwagens uit de familie Cranaidae.
De wetenschappelijke naam Chetronus is voor het eerst geldig gepubliceerd door Roewer in 1932. 

## Soorten
Chetronus is monotypisch en omvat slechts de volgende soort:
- Chetronus spiniger